# Andrzej Artur Zamoyski
Andrzej Artur Zamoyski, född 2 april 1800 i Wien, död 29 oktober 1874 i Kraków, var en polsk greve och politiker. Han var sonson till Andrzej Hieronim Zamoyski. 
Zamoyski var vid utbrottet av 1830 års revolution chef för jordbruks- och handelsavdelningen av inrikesministeriet och en del av år 1831 inrikesminister samt försökte stämma Klemens von Metternich för polackerna, naturligtvis utan att lyckas. Efter revolutionens undertryckande ägnade han sig åt socialt arbete; han upphävde livegenskapen på sina gods, inrättade skolor och uppsatte 1842 en tidskrift i lanthushållning, som föranledde bildandet av ett lanthushållningssällskap. Då detta började fullfölja politiska syften och Zamoyski framstod som en av ledarna för aktionspolitiken, upphävdes det 1862, varjämte Zamoyski förvisades från Polen.